# Tadeusz Steć
Tadeusz Kazimierz Steć (ur. 1 września 1925 w Ściance, zm. 11 stycznia 1993 w Jeleniej Górze) – polski krajoznawca, gawędziarz, przewodnik sudecki, działacz społeczny, autor przewodników górskich, książek oraz artykułów poświęconych przeszłości Sudetów Zachodnich.

## Życiorys

### Młodość
Dzieciństwo spędził w miejscu urodzenia, a następnie po śmierci ojca, która nastąpiła cztery lata po urodzeniu syna, w majątku w Hanaczowie w powiecie Przemyślany. Do Warszawy przybył ok. 1931 roku, tam pobierał nauki w szkole prywatnej pani Heleny Panke-Falkowej. W latach 1937–1939 ukończył dwie klasy gimnazjalne przy Niższym Seminarium Misyjnym oo. Franciszkanów w Niepokalanowie. W okresie II wojny światowej ukończył brakujące klasy gimnazjalne w ramach tajnych kompletów. W latach 1942–1944, na tajnych kompletach gimnazjum im. Adama Mickiewicza, ukończył dwie klasy licealne i w lipcu 1944 r. zdał maturę.
W czerwcu 1945 wraz z Piotrem Jaroszewiczem i Jerzym Fonkowiczem, działając z ramienia Wojska Polskiego miał rzekomo brać udział w przejęciu hitlerowskiego archiwum w Radomierzycach. Archiwum zostawione zostało przez uciekających Niemców, a składały się nań zwożone pod koniec wojny do miejscowego pałacu liczne skrzynie zawierające zebrane w całej Europie tajne dokumenty. Według części źródeł Steć miał po raz pierwszy pojawić się na Dolnym Śląsku dopiero w roku 1946, zatem jego udział w misji radomierzyckiej byłby niemożliwy. Niektóre źródła utrzymują, że epizod radomierzycki został dopisany do życiorysu Stecia przez niego samego, a pomysłodawcą miał być jego znajomy, późniejszy pisarz, Henryk Piecuch.

### Okres powojenny

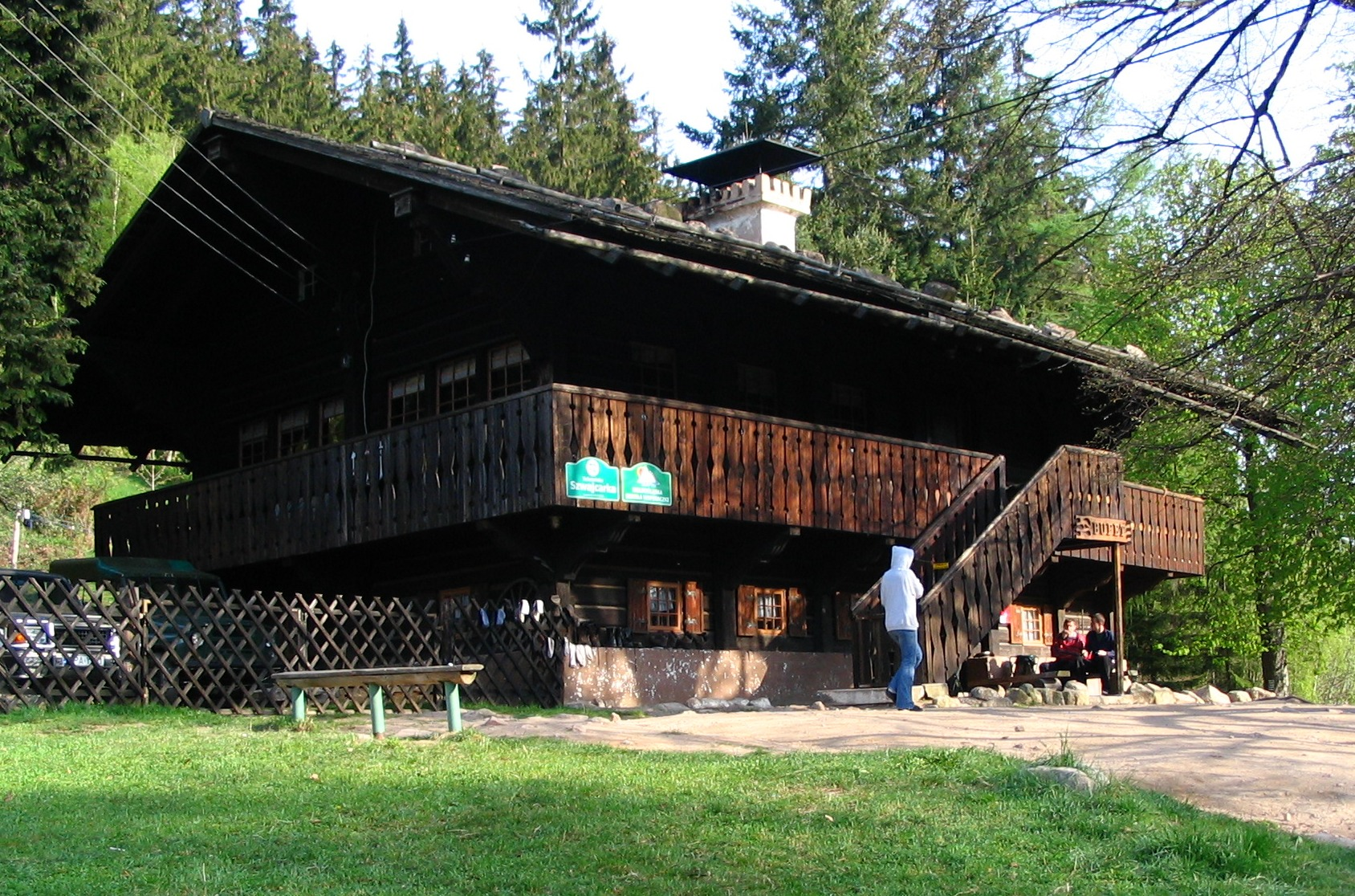
Schronisko „Szwajcarka” uruchomione po wojnie przez Tadeusza Stecia

W 1946 roku przeprowadził się na Dolny Śląsk, początkowo krótko mieszkał w Trzcińsku, następnie przeniósł się do Jeleniej Góry, gdzie mieszkał z małymi przerwami do końca życia. W tym samym roku rozpoczął studia na Uniwersytecie Wrocławskim. Szybko je jednak porzucił i poświęcił się turystyce. Po przybyciu na Dolny Śląsk krótko był nauczycielem w szkole podstawowej w Janowicach Wielkich. W tym samym roku dostał powołanie do wojska, lecz niemal natychmiast został przeniesiony do rezerwy. W tym samym roku rozpoczął pracę w sektorze turystycznym w Jeleniej Górze.
W 1949 r. wstąpił do Polskiego Towarzystwa Tatrzańskiego oraz Polskiego Towarzystwa Krajoznawczego. Jako delegat z ramienia Oddziału PTT w Jeleniej Górze uczestniczył w zjeździe, podczas którego zapadła decyzja o połączeniu obu organizacji, tworząc 17 grudnia 1950 r. Polskie Towarzystwo Turystyczno-Krajoznawcze (PTTK). Na tym zjeździe Steć miał mandat numer 146.
W ramach swej działalności turystyczno-krajoznawczej prowadził m.in. kursy dla przewodników sudeckich; pierwszy w 1950 r, gromadził materiały związane z historią Dolnego Śląska, szczególnie Ziemi Jeleniogórskiej. Doprowadził do uruchomienia po wojnie schroniska PTTK „Szwajcarka” w Górach Sokolich koło Trzcińska, a następnie w latach 1950–1952 prowadził schronisko Pod Śnieżką w Karkonoszach. Był inicjatorem utworzenia wielu szlaków w tym m.in. wyznakowanego przez niego samego w barwach zielonych szlaku turystycznego, noszącego nazwę Szlak Zamków Piastowskich (1951).
W PTTK pełnił liczne funkcje społeczne, m.in. sekretarza miejscowego Oddziału (1953–1954), wybierany był jako delegat m.in. na zjazd Zarządu Okręgu PTTK we Wrocławiu, od 1956 r. szef szkolenia w jeleniogórskim Kole Przewodników Sudeckich. Pracował jako instruktor turystyki kwalifikowanej w jeleniogórskim Oddziale PTTK (1953–1958). W latach 1962–1971 pełnił funkcję przewodniczącego Komisji Krajoznawczej i Ochrony Zabytków Oddziału PTTK w Jeleniej Górze. Steć był także członkiem komisji działających przy Zarządzie Głównym PTTK; Komisji Turystyki Górskiej i Komisji Turystyki Narciarskiej (lata 1956–1968).
Był inicjatorem powstania Sudeckiej Sekcji GOPR, sam wielokrotnie uczestniczył (1949, 1950, 1952) i organizował kursy na ratowników. Po powołaniu Sekcji, 14 grudnia 1952 r., został jej przewodniczącym. W latach 1954–1956 był członkiem Zarządu Głównego GOPR jako delegat Oddziału PTTK Jelenia Góra.
Aktywnie działał w wielu organizacjach społecznych m.in.: Związku Zawodowym Pracowników Instytucji Społecznych (1950–1952), Polskim Towarzystwie Ludoznawczym – Oddział Sudecki (1952–1954), był w 1958 członkiem założycielem Towarzystwa Miłośników Ziemi Jeleniogórskiej (dziś Towarzystwo Przyjaciół Jeleniej Góry), od 1969 członek Wojewódzkiej Spółdzielni Spożywców „Społem” Oddział w Jeleniej Górze, od 1975 r. członek Straży Ochrony Przyrody, od 1979 r. należał do Jeleniogórskiego Towarzystwa Społeczno-Kulturalnego.
Pierwsze publikacje krajoznawcze opublikował w 1949 r. we wrocławskim dzienniku „Słowo Polskie”, w 1952 r. napisał dwa przewodniki: Wycieczki i wczasy jednodniowe z Jeleniej Góry oraz Zamek Chojnik, które cieszyły się dużą popularnością. W 1954 opublikowane zostały pierwsze wydania najbardziej znanych dzieł Stecia: przewodnik Sudety Zachodnie oraz monografia krajoznawcza Karkonosze, do której część geograficzną opracował prof. W. Walczak. Kolejne drugie poszerzone wydanie ukazało się w 1962 r. W 1966 r. wydawnictwo Sport i Turystyka w serii „Turystyka. Uzdrowiska. Wczasy” opublikowało jego przewodnik Karpacz i okolice. Kowary, Sosnówka, Borowice, Podgórzyn, Przesieka (wydanie II w 1968 r.). Publikował również liczne artykuły w czasopismach lokalnych („Nowiny Jeleniogórskie”, „Wiadomości Legnickie”, „Odra”) oraz ogólnopolskich („Wierchy”, „Światowid”, „Turysta”).
Tadeusz Steć został uhonorowany licznymi odznaczeniami i tytułami, głównie turystycznymi i regionalnymi.

### Śmierć

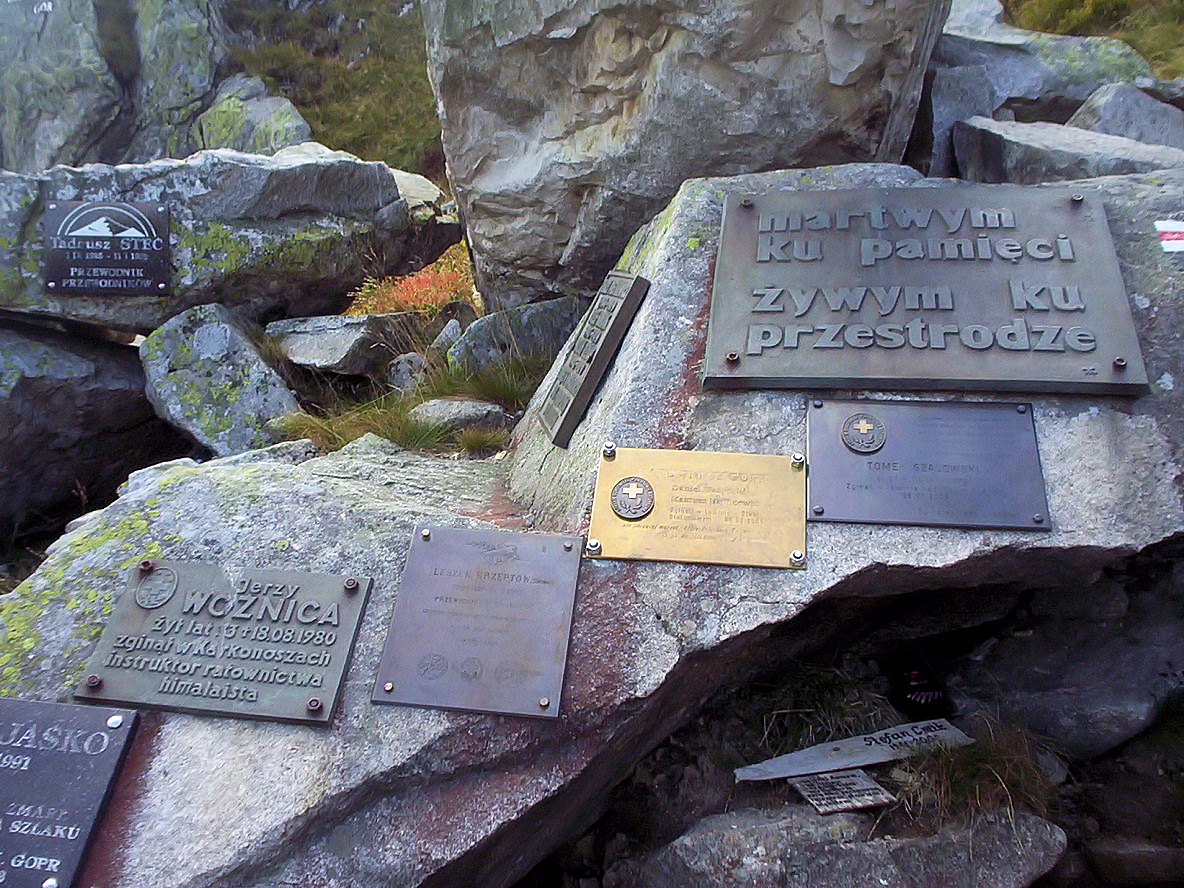
Plakietka Tadeusza Stecia (po lewej) na Cmentarzu Ofiar Gór w Karkonoszach

Został zamordowany we własnym mieszkaniu. Jego niewyjaśniona śmierć i nieujęcie sprawców stało się kanwą do snucia sensacyjnych hipotez dotyczących przyczyn tej zbrodni. Badane były liczne wątki, w tym homoseksualny. W związku ze śmiercią Stecia odbył się proces, w wyniku którego podejrzanego uniewinniono. Tadeusz Steć został pochowany na cmentarzu komunalnym przy ul. Jagiellońskiej w Jeleniej Górze – Cieplicach.

## Upamiętnienie
Jego bogate zbiory przekazane zostały w 1995 do Muzeum Karkonoskiego w Jeleniej Górze.
Pamiątkowa tablica, poświęcona jego pamięci, została umieszczona na symbolicznym Cmentarzu Ofiar Gór, w karkonoskim Kotle Łomniczki. 19 listopada 2016 roku odsłonięto kolejną, zlokalizowaną na budynku przy ul. 1 Maja 86 w Jeleniej Górze, mieszczącym siedzibę Oddziału PTTK „Sudety Zachodnie” oraz nadano jego imię przetrasowanemu, żółtemu szlakowi turystycznemu z Jeleniej Góry na Słonecznik.
O życiu i działalności Stecia wydano w 2013 r. książkę autorstwa S.J. Jawora Legenda Sudetów – Tadeusz Steć, życie i śmierć 1925–1993, ISBN 978-83-7339-125-3.